# ジュバ川

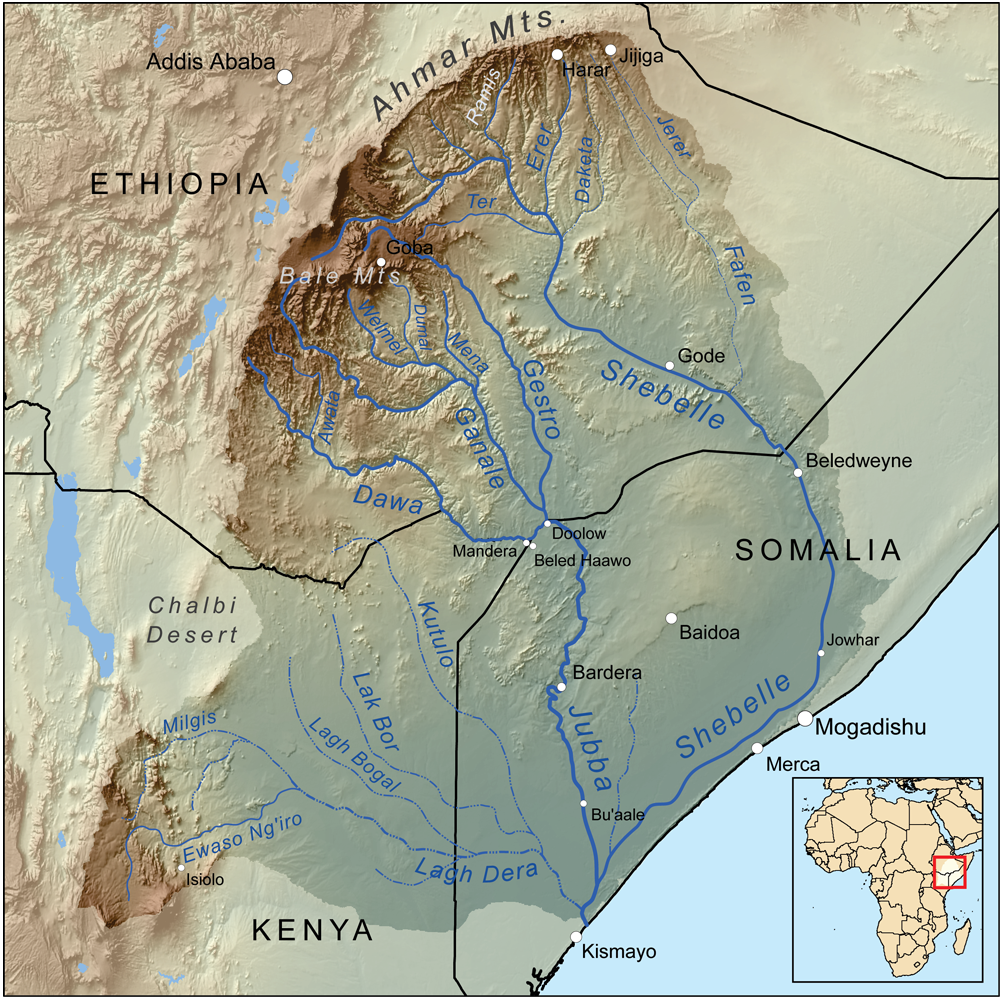
ジュバ川流域

ジュバ川（ジュバがわ、ソマリ語: Webi Jubba, 英: Jubba River）はソマリア南部を流れる川。エチオピアとの国境でダワ川とガナレ・ドリャ川 (en) が合流してジュバ川となり、ソマリア内を南に流れキスマヨ付近インド洋に注いでいる。
ソマリア国内で常時水が流れているのはジュバ川と支流シェベリ川のみであり、この両河川に挟まれた地域では農業が盛んである。

## 生物
ジュバ川にはカバ、クロコダイルなどが生息している。流れが淀んでいる場所では住血吸虫の生息が報告されている。またメジナ虫もおり、中間宿主であるケンミジンコを誤飲するとメジナ虫症 (Dracunculiasis) に感染することがある。
ジュバ川流域はほとんどがサバナであり、肥沃なため、農地として使われているところも多い。生態系も豊かであり、キリン、チーター、ライオン、ヒョウ、ハイエナ、アフリカスイギュウ、オリックス、ガゼル、ラクダ、ダチョウ、ジャッカル、ソマリノロバ (Somali Wild Ass)  などが生息している。

## 歴史
アフリカの他の川と同様、ジュバ川流域には太古から人間が住んでいた。
ジュバ川を訪れた初期のヨーロッパ人はイエズス会の宣教師ジェロニモ・ロボ (en) だった。ロボは1624年にジュバ川沿いにエチオピアに入国した。ロボは途上で異なる9の民族と出会い、「彼らは互いに争っており、それぞれの民族の支配地域を一歩出れば平和が全くない状態だった」と報告している。ロボは帰りは別の道を使ってポルトガル領インドに戻った。
それから200年以上後の1863年、ドイツの探検家カール・クラウス・フォン・デア・デッケンが小型汽船ヴェルフを使ってジュバ川を遡上している。デッケンの船はバルデラのあたりで座礁し、一行は地元のソマリ族から襲撃を受け、デッケンを含めて3名が殺される事態となった。1891年、イギリス海軍司令官のダンダス（Dundas）もジュバ川を探検し、400マイル（640キロメートル）遡っている。

## 流域と洪水

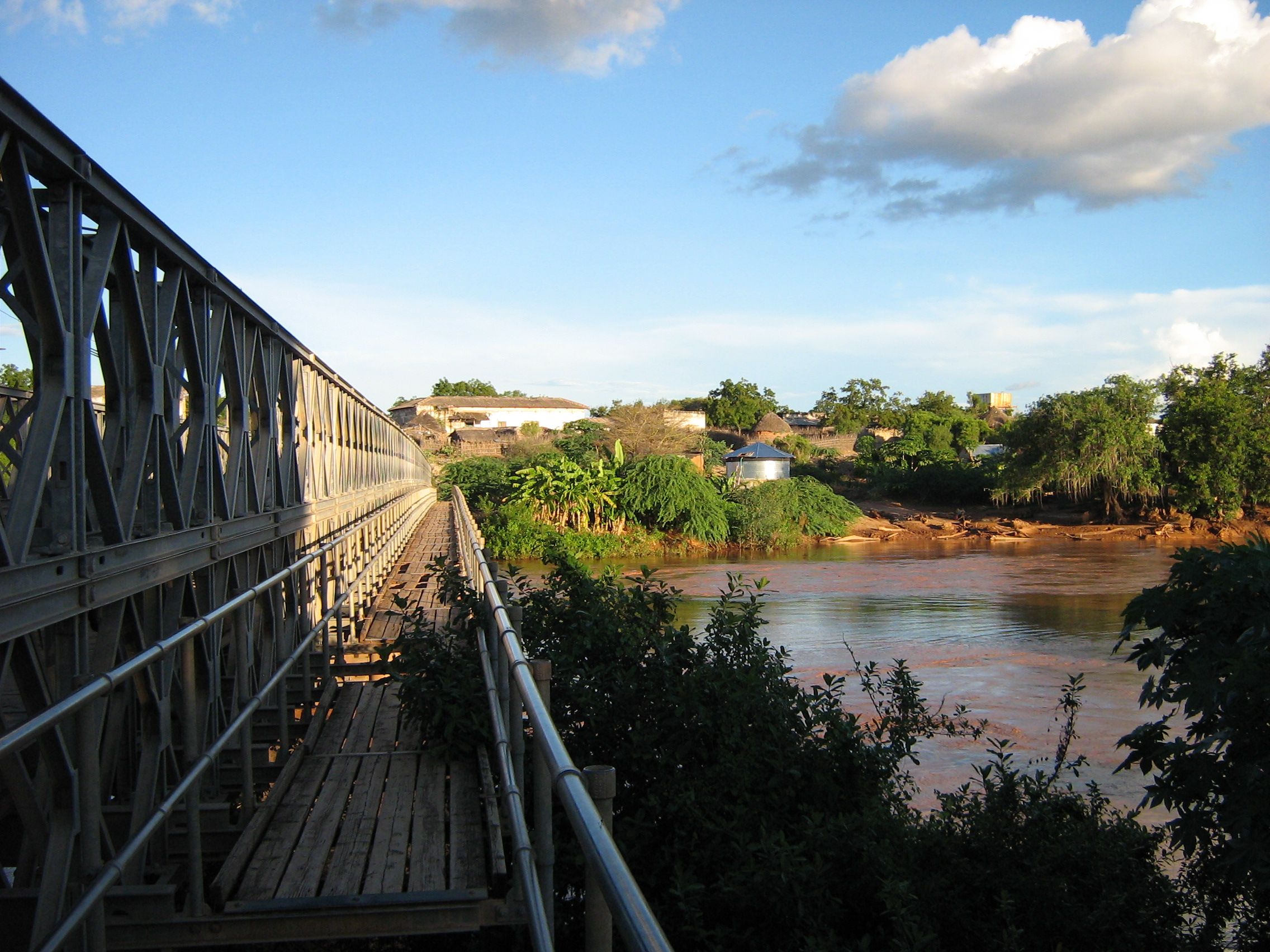
バルデラにある、ジュバ川にかかる橋。

ジュバ川にちなんだ地名は多く、この流域の行政区分は中部ジュバ (en) 、低地ジュバ (en) と名付けられている。また、この流域にジュバランドという国が作られたことがある。流域の主な町はドゥーロウ (en) 、ルーク、ブードブーボ (en) 、ベレドハオ (en) 、バルデラ、サーコウ (en) 、グーブウエイン (en) である。
ジュバ川流域はソマリアで最も雨量が多い地域であり、ジュバ川は1960年を始めとしてたびたび氾濫して人々に犠牲を強いた。特に、ジュバ川中流域にあるバルデラ近郊はジュバ川の屈曲部に当たり、洪水の被害を受けやすい。ソマリアの雨季は年に2回あり、一つはグ（Gu）と呼ばれる3月後半から5月にかけてである。またもう一つはディル（Dyr）と呼ばれる10月から12月にかけてである。
1997年のディルに起こったジュバ川の洪水は、甚大な損害を与えた。ジュバ川の堤防決壊後も2ヶ月続いて雨が降り、家畜を始めとして記録的な損害を与えることになった。この洪水は現地でDeyrtii Biyobadan（水の落下）と呼ばれた。洪水の直接被害だけでなく、高地に避難させられた家畜も雨と湿気のためその多くが風邪と皮膚病で死んだ。ラクダの蹄を痛める被害もあった。

## 支流
- シェベリ川 - 通常は中部ジュバ州付近で干上がり接続しないが、季節によりジュバ川へ合流する。